# Hospital Militar de Val-de-Grâce (París)

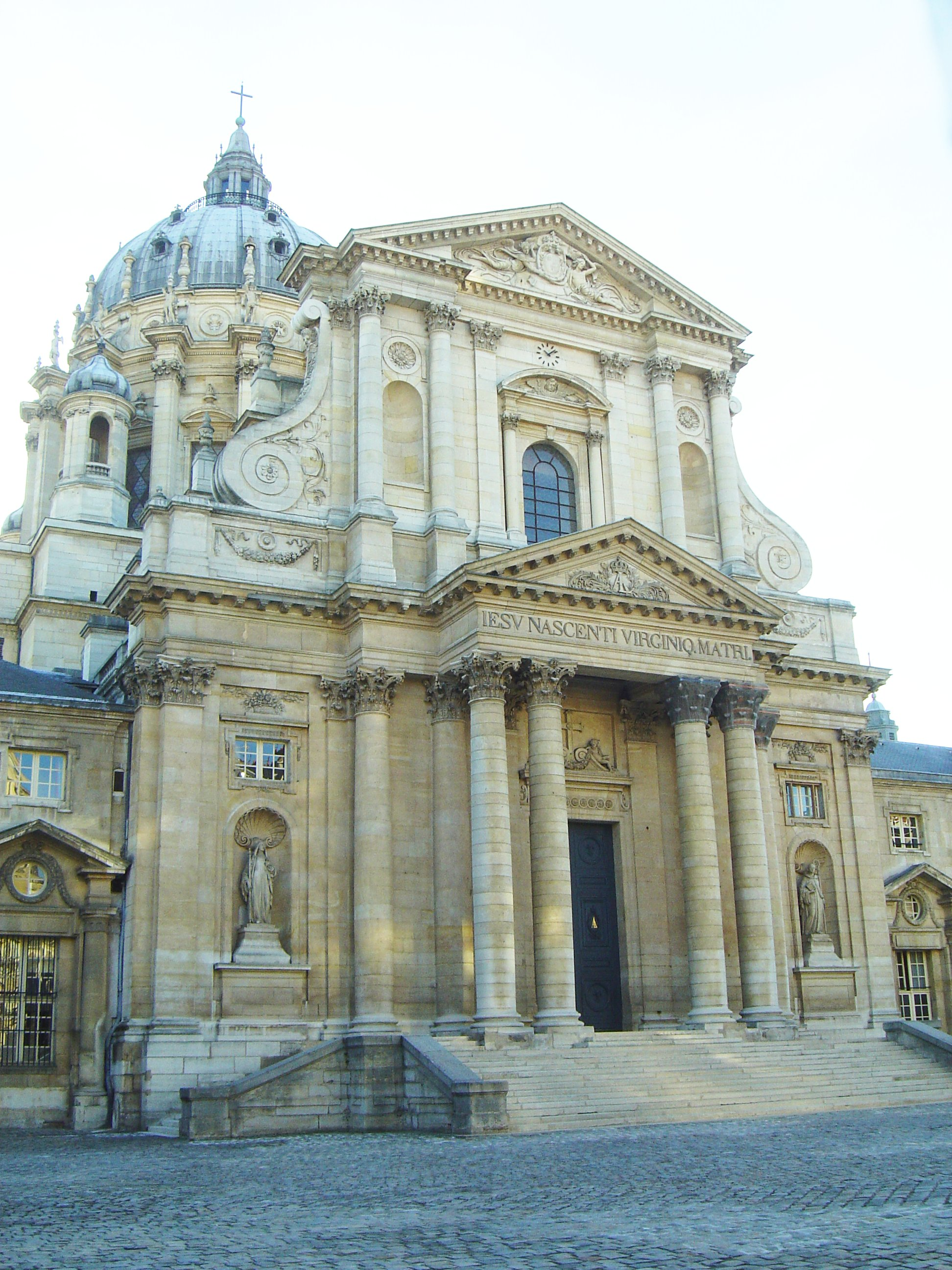
Iglesia del Val-de-Grâce concebida por François Mansart y realizada por Jacques Lemercier

El Val-de-Grâce (hôpital d'instruction des armées du Val-de-Grâce, o HIA Val-de-Grâce) es un hospital militar francés, situado en el V Distrito de París. Está situado sobre el antiguo huerto de la abadía con el mismo nombre, la cual comprende hoy la iglesia de Val-de-Grâce, el museo del Service de santé des armées, la biblioteca central del Service de santé des armées, y la École du Val-de-Grâce, antigua École d'application du Service de santé des armées.

## Datos principales
El hospital está abierto a todo el público, por encima de los pacientes militares. Los pacientes son enviados por sus médicos de cabecera para recibir algún tipo de tratamiento. Participa en el servicio público de hospitales con la AP-HP en París.
El establecimiento acoge también regularmente personalidades importantes o conocidas con necesidades de ayudas médicas.
Contrariamente a la leyenda popular, ni el presidente de la República Francesa ni el primer ministro de Francia no disponen de una habitación reservada. Por el contrario, se dispone de una habitación vip en cada servicio.

## Historia
A partir de la Revolución francesa el conjunto del Val-de-Grâce se convierte en un hospital militar. 
El reglamento del 30 de floréal del año IV lo transforma en hospital de instrucción, naciendo la École du Val-de-Grâce. El 9 de agosto de 1850 se crea la École d'application de médecine militaire. 
En 1993, se convierte en la École d'application du Service de santé des armées y constituye el primero centro médico universitario militar francés.

## Organización
Construido en 1979, el hospital del Val-de-Grâce, que se encontraba hasta entonces en la abadía del Val-de-Grâce, es actualmente un hospital moderno con una capacidad de 350 camas.
El Val-de-Grâce se compone de:
- 5 servicios médicos (cardiología incluyendo los cuidados intensivos, medicina interna y gastroentorologia, nefrología, neurología, y oftalmología)
- 5 servicios de cirugía (anestesia-reanimación, cirugía visceral y general, neurocirugía, ORL y cirugía cervico-facial y urología),
- un servicio de onco-radioterapia,
- un servicio de psiquiatría,
- varios servicios técnicos comunes (radiología, medicina nuclear, bioquímica, toxicología,...) y un cajón hiperbárico para tratar las intoxicaciones por monóxido de carbono.

Cada especialidad dispone de habitaciones denominadas «VIP» reservadas a las celebridades. 
El hospital acoge 15 estudiantes de medicina de la facultad de medicina de Paris Descartes en los servicios de cirugía visceral, medicina interna, neurología, neurocirugía, urología y psiquiatría.